# Awksientij Gorodnianski

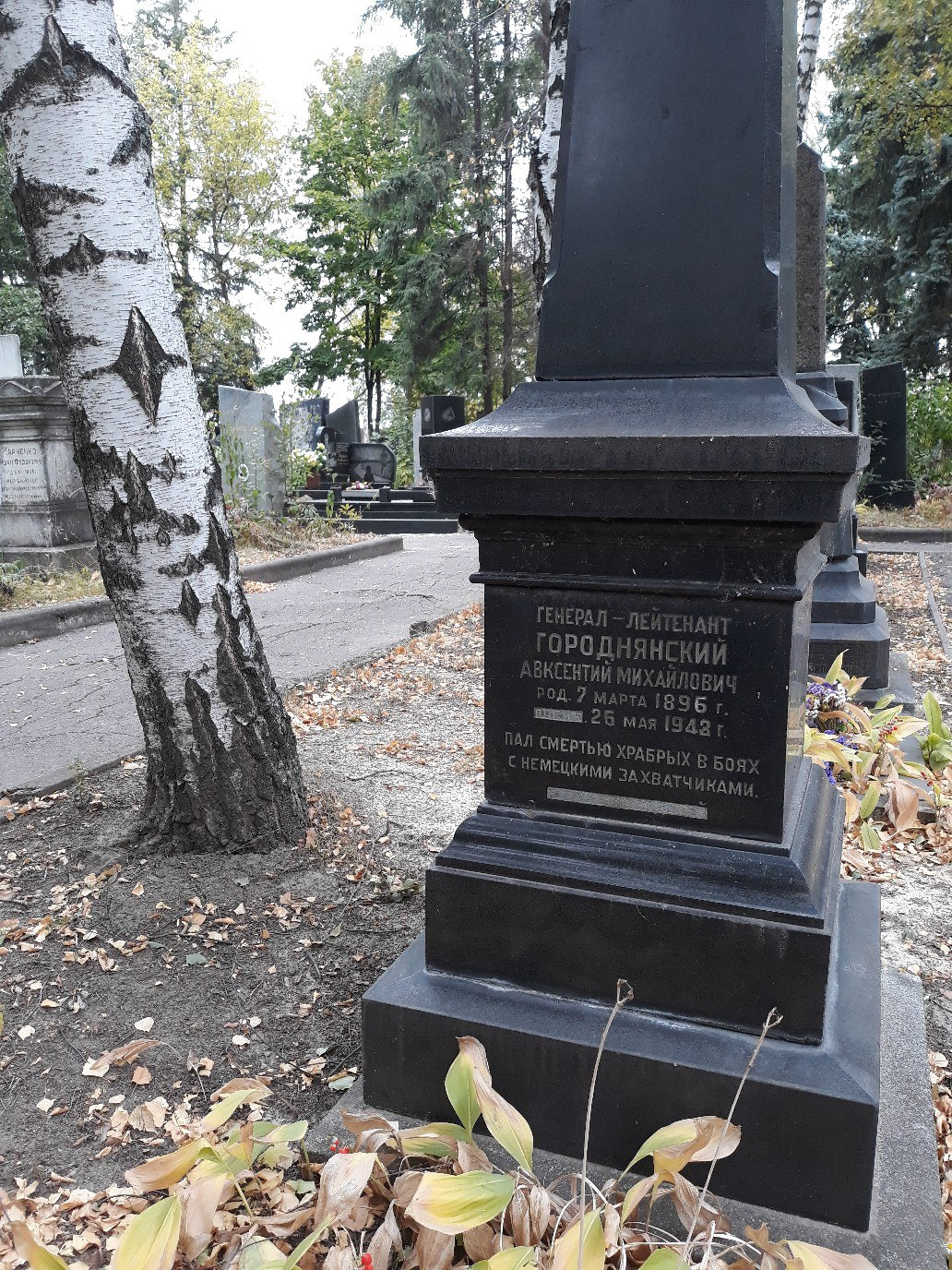
Mogiła gen. Gorodnianskiego

Awksientij Michajłowicz Gorodnianski (ros. Авксентий Михайлович Городнянский; ur. 1?/13 marca 1896 w Tałach, zm. 27 maja 1942 koło Barwinkowa) – radziecki wojskowy, generał porucznik.

## Życiorys
Urodził się we wsi Tały (obwód woroneski).
W sierpniu 1915 roku zmobilizowany do armii rosyjskiej, rozpoczął służbę w 203 batalionie zapasowym w Orle. W październiku 1915 roku skierowany na front do 419 pułku piechoty walczącego na Froncie Zachodnim. W czerwcu 1916 roku przeniesiony do 501 pułku piechoty, walczącego na Froncie Rumuńskim. W pułku tym awansowany został do stopnia starszego podoficera i został dowódcą plutonu. W sierpniu 1917 roku został ranny i po pobycie w szpitalu powrócił do rodzinnej miejscowości.
W dniu 1 kwietnia 1918 roku na ochotnika wstąpił do oddziału czerwonych partyzantów, zorganizowanego w jego rodzinnej miejscowości i wkrótce został jego dowódcą. Walczył on z austro-niemieckimi wojskami interwencyjnymi. W sierpniu 1918 roku wstąpił do Armii Czerwonej i został skierowany na orłowski kurs piechoty. Po ukończeniu kursu w kwietniu 1919 roku skierowany został do 1 Samarskiego Ochotniczego Komunistycznego Pułku (w lipcu 1919 roku pułk został przeformowany w 200 pułk strzelecki), gdzie był pomocnikiem dowódcy kompanii, dowódcą kompanii i batalionu. Wziął udział w walkach z oddziałami Armii Uralskiej gen. Tołstowa, następnie wraz z pułkiem został przerzucony na Front Południowy, gdzie walczył przeciwko oddziałom armii gen. Wrangla na terenie guberni taurydzkiej i Krymie. Po zakończeniu walk pozostał na Krymie, gdzie był dowódcą batalionu w 200 pułku strzeleckim wchodzącym w skład 67 Brygady Strzeleckiej stacjonującej w Symferopolu.
W lipcu 1922 roku został skierowany na Wyższy Strzelecko-Taktyczny Kurs Doskonalący Dowódców „Wystrzał”, który ukończył w 1924 roku. W maju 1924 roku rozpoczął służbę w 8 pułku strzeleckim, gdzie był kolejno: pomocnikiem komendanta i komendantem szkoły pułkowej, a potem pomocnikiem dowódcy pułku do spraw gospodarczych. W styczniu 1934 roku został przeniesiony do Nadwołżańskiego OW, gdzie został pomocnikiem dowódcy do spraw szkolenia bojowego 1 Tatarskiego pułku strzeleckiego. Następnie do czerwca 1934 roku był dowódcą 10 terytorialnego batalionu strzeleckiego stacjonującego w Ufie. W styczniu 1937 roku został dowódcą 292 pułku górskiego i we wrześniu 1937 roku wraz z pułkiem przerzucony został na Kamczatkę, a pułk wszedł w skład Floty Oceanu Spokojnego. We wrześniu 1938 roku został dowódcą 101 Dywizji Strzeleckiej zorganizowanej na bazie 292 pułku górskiego, która weszła w skład utworzonej 2 Samodzielnej Armii. W październiku 1940 roku został dowódcą 129 Dywizji Strzeleckiej 2 Armii.
Po ataku Niemiec na ZSRR 129 Dywizja Strzelecka weszła w skład 19 Armii, która znajdowała się w odwodzie Naczelnego Dowództwa. Lecz już w lipcu 1941 roku armia została przerzucona na Front Zachodni, gdzie wzięła udział w walkach na kierunku witebskim. W końcu lipca 1941 roku dywizja weszła w skład 16 Armii i wzięła udział w obronie Smoleńska, przy czym dywizja brała udział w walkach w samym mieście.
31 sierpnia 1941 roku został dowódcą 13 Armii, wchodzącej w skład Frontu Briańskiego. Na czele tej armii wziął udział w kontrnatarciu frontu mającym na celu rozbicie niemieckiej 2 Grupy Pancernej, co jednak nie powiodło się. Następnie uczestniczył w operacji obronnej orłowsko-briańskiej. W trakcie tej operacji armia znalazła się w okrążeniu na południe od Briańska. Następnie, tocząc walki obronne, wyszła z okrążenia 23 października i zajęła nowe pozycje obronne od miejscowości Bielow do Lgow. W listopadzie armia weszła w skład Frontu Południowo-Zachodniego. Następnie prowadziła walki obronne, cofając się na rozkaz na kolejnych rubieżach obronnych aż do miejscowości Jefriemow. Następnie na początku grudnia 1941 wzięła udział w kontrofensywie frontu w ramach bitwy pod Moskwą, wyzwalając miasto Jelec.
W styczniu 1942 roku został dowódcą 6 Armii wchodzącej w skład Frontu Południowo-Zachodniego. Na czele tej armii uczestniczył w operacji barwienkowsko-łozowskiej. Następnie wziął udział w operacji charkowskiej, w trakcie której armia po przełamaniu frontu znalazła się na tyłach wojsk niemieckich. Jednak w wyniku niemieckiego kontrnatarcia znalazła się w okrążeniu. W trakcie wychodzenia z okrążenia w kierunku przyczółka barwinkowskiego, w dniu 27 maja 1942 roku gen. Gorodnianski zginął.
Został pochowany przez Niemców we wsi Orlinojarsk (obwód charkowski), po wyzwoleniu obwodu charkowskiego, jego zwłoki zostały ekshumowane i przeniesione na cmentarz puszkinowski w Charkowie.

## Awanse
- kombrig (комбриг) (21.01.1939) (rozkaz nr 0221/п)
- generał major (генерал-майор) (4.06.1940) (rozkaz nr 945)
- generał porucznik (генерал-лейтенант) (27.03.1942) (rozkaz nr 401)

## Odznaczenia
- Order Lenina (09.08.1941[2])
- Medal jubileuszowy „XX lat Robotniczo-Chłopskiej Armii Czerwonej” (1938)